# Schlachthaus in Timișoara

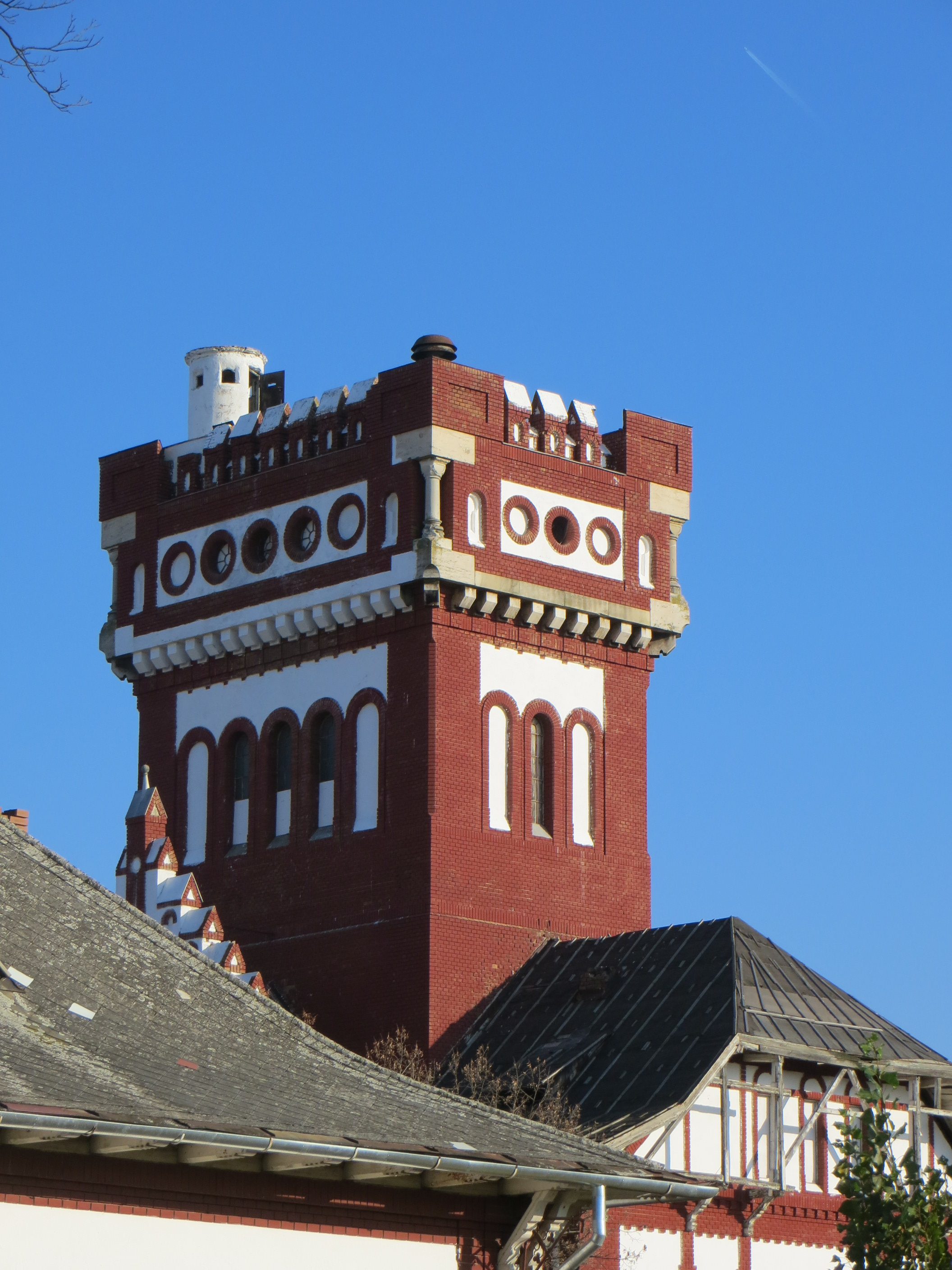
Das Schlachthaus von Temeswar, Detail

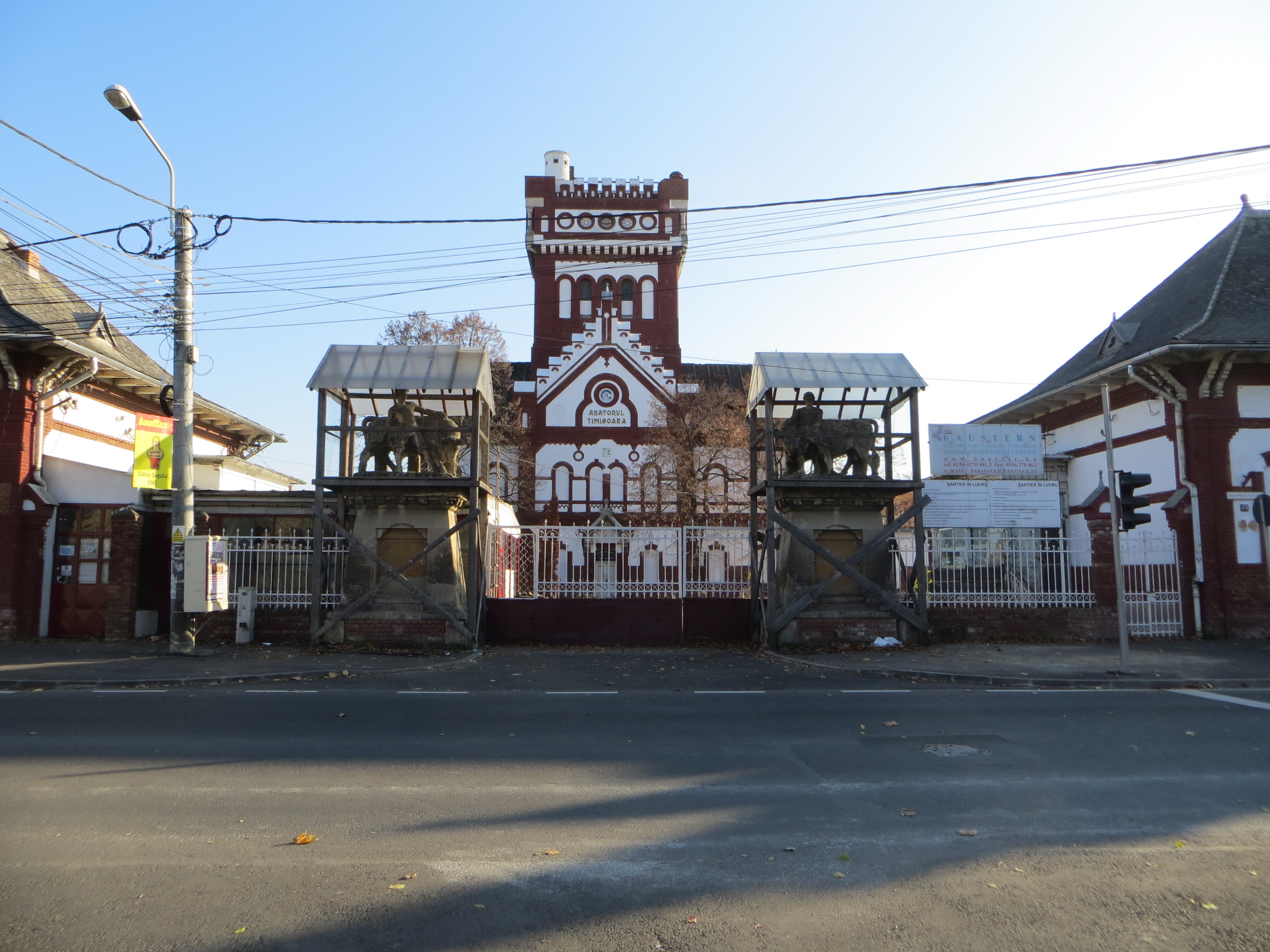
Das Schlachthaus von Temeswar, Haupteingang

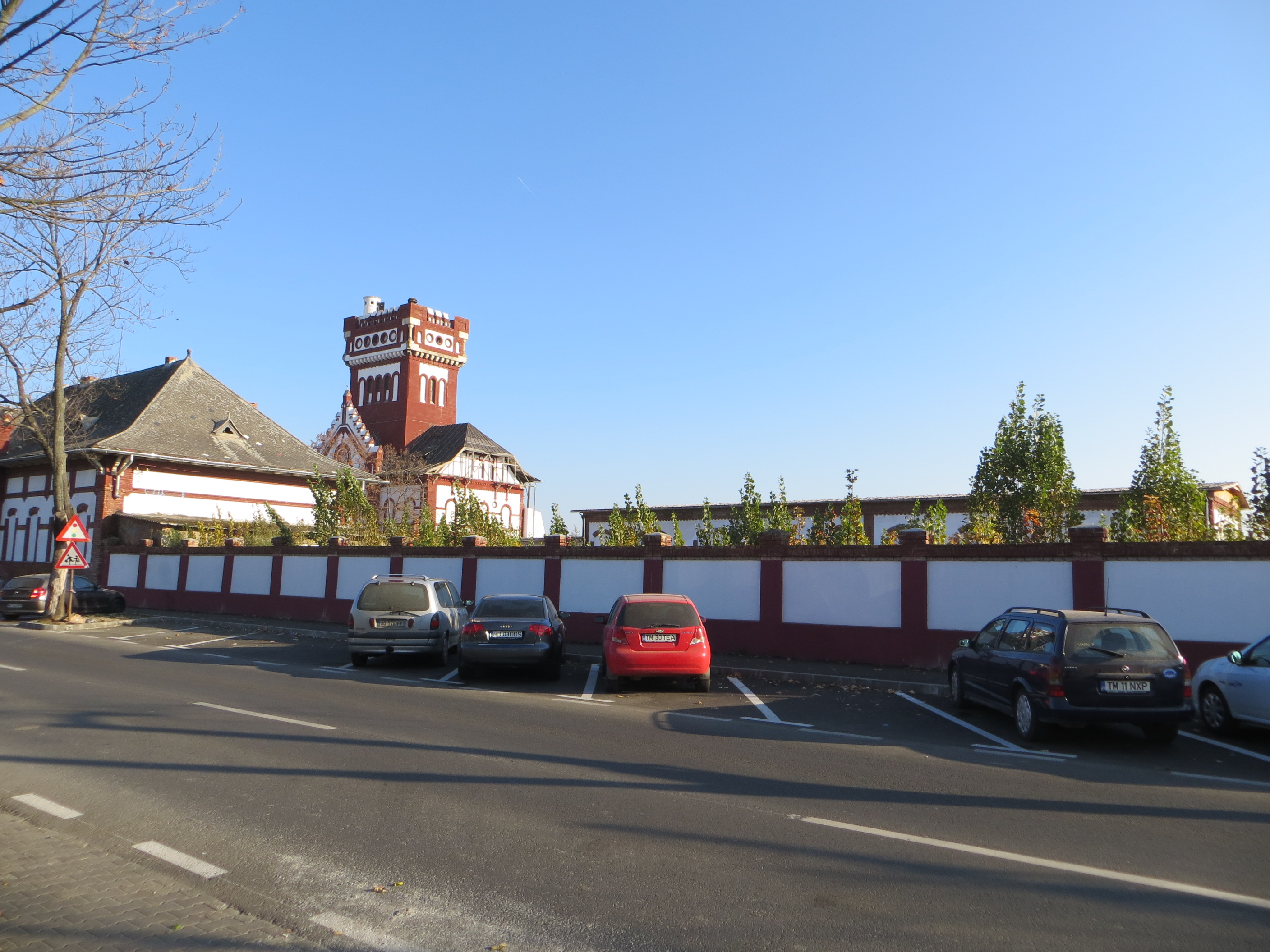
Das Schlachthaus von Temeswar, Gesamtansicht

Das Schlachthaus in Timișoara (rumänisch Abator Comunal) war der städtische Schlachthof der westrumänischen Stadt Timișoara (deutsch Temeswar). Das denkmalgeschützte Gebäude liegt am Bulevardul Eroilor de la Tisa Nr. 24 im III. Bezirk Elisabetin (deutsch Elisabethstadt).

## Geschichte
Der aus elf Gebäuden bestehende Schlachthof wurde zwischen 1904 und 1905 nach Bauplänen des Architekten László Székely zu Baukosten von 800.000 Kronen errichtet. Damals befand er sich in gänzlich unbebautem Gebiet zwischen der Elisabethstadt und der Fabrikstadt. Die Schlachthäuser wurden mit modernsten Geräten ihrer Zeit ausgestattet. Der Schlachthof, damals einer der größten in Österreich-Ungarn, wurde 1937 um eine Fleischkonservenfabrik erweitert. Zwischenzeitlich waren auf dem Gelände auch eine Eisfabrik und eine Molkerei untergebracht. Der Schlachtbetrieb in der Elisabethstadt wurde bis Ende 1989 aufrechterhalten, bevor die Anlage schließlich 1992 endgültig geschlossen wurde. Als Ersatz diente der damals neu eröffnete Schlachthof im Stadtbezirk Freidorf.
Eine Besonderheit war der frühere Anschluss an den Güterverkehr der Straßenbahn, von 1918 an erhielt der Schlachthof seine Güterwagen über das Straßenbahnnetz angeliefert.
2001 sollte auf dem ehemaligen Schlachthofareal ein 50.000 Quadratmeter großes Einkaufszentrum gebaut werden, aber auf Grund der Denkmalschutzauflagen zog sich der Investor zurück.
Im Mai 2006 wurde das Grundstück von der Goldie Company Limited, einem Unternehmen der Țiriac Gruppe, und dem spanischen Immobilienentwickler Riofisa Internacional zu je 50 Prozent erworben.
Aktuell soll auf dem Gelände ein 65.000 Quadratmeter großes Einkaufszentrum mit 250 Ladengeschäften, zwölf Kinos, mehreren Restaurants und einer zweistöckigen Tiefgarage mit etwa 2000 Parkplätzen entstehen. Hierzu sollen rund 80 Millionen Euro investiert werden.
Für die zweite Investitionsphase ist ein elfstöckiger Wohnblock mit 36.000 Quadratmetern Wohnfläche (etwa 600 Appartements) sowie 20.600 Quadratmetern Bürofläche geplant. Die existierenden Gebäude sollen renoviert, konserviert und in den Gebäudekomplex integriert werden. Auch soll die Zufahrtsstraße modernisiert, auf vier Fahrbahnen erweitert und mit zwei neuen Kreisverkehren ausgestattet werden. Der Übergabetermin war für 2010 vorgesehen, jedoch wurde das Projekt wegen der globalen Finanzkrise 2009 vorerst eingefroren. Der noch stehende Gebäudeteil des denkmalgeschützten ehemaligen Schlachthofes befindet sich derzeit in einem fortgeschrittenen Stadium des Verfalls, obwohl die Eigentümer der existierenden Gebäude zur Instandhaltung verpflichtet sind.